# Willisdorf
Willisdorf ist eine ehemalige Ortsgemeinde und eine Ortschaft der Gemeinde Diessenhofen des Bezirks Frauenfeld des Kantons Thurgau in der Schweiz.
Von 1812 bis 1999 gehörte die Ortsgemeinde Willisdorf mit St. Katharinental zur Munizipalgemeinde Diessenhofen im damaligen Bezirk Diessenhofen. Am 1. Januar 2000 fusionierten die Ortsgemeinden Willisdorf und Diessenhofen zur politischen Gemeinde Diessenhofen.

## Geschichte

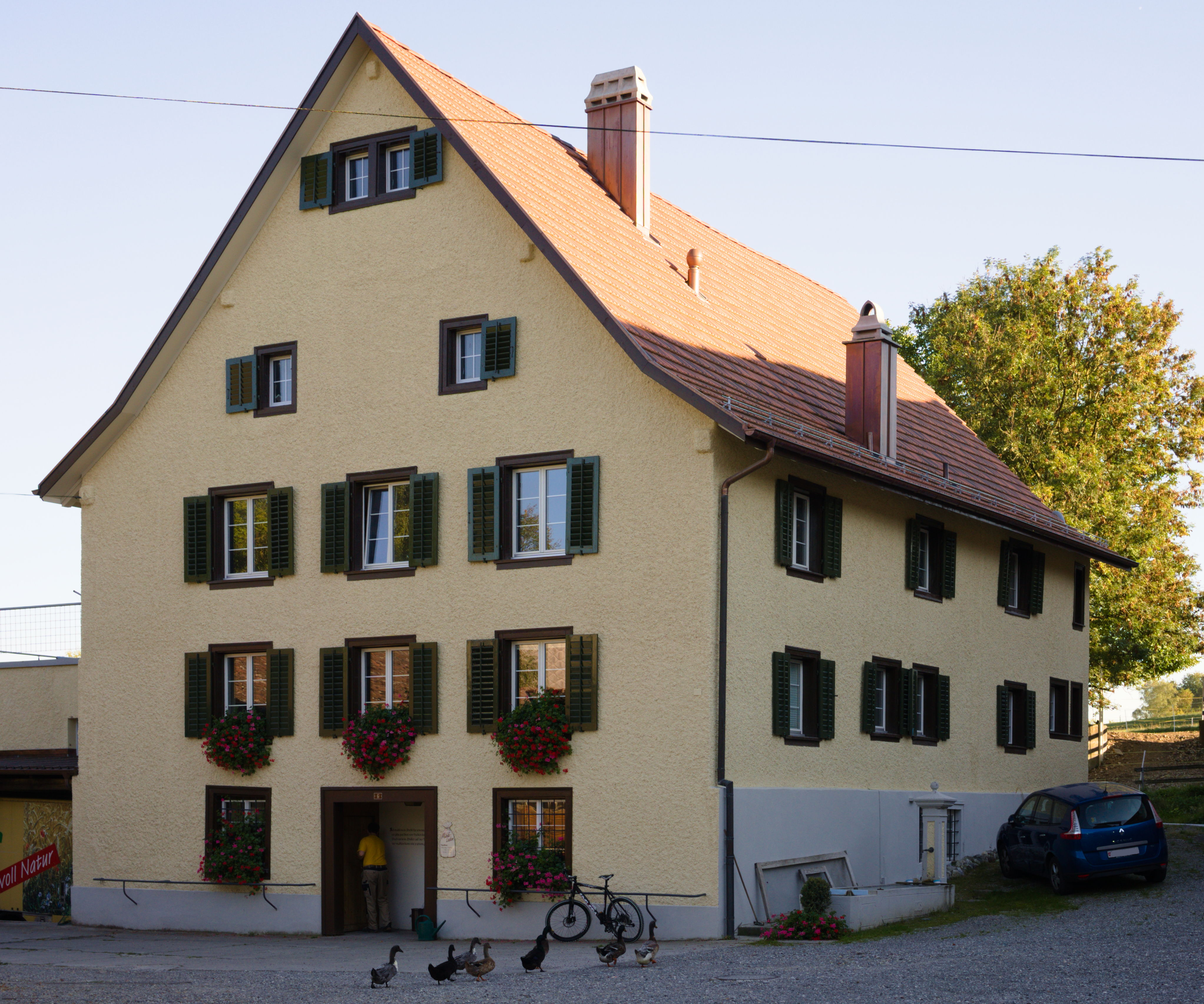
Mühle Bachmann

Die Siedlung wurde erstmals 846 als Wilihdorf erwähnt. Fast alle Güter, die das Kloster St. Gallen in Willisdorf vom Frühmittelalter an besessen hatte, übernahm nach 1246 das Kloster St. Katharinental durch Kauf, Tausch und Schenkungen. Im Mittelalter lag die hohe Gerichtsbarkeit beim kyburger-habsburgischen Amt Diessenhofen. Die Stadt Diessenhofen erhielt 1460 die hohe sowie im 16. Jahrhundert die niedere Gerichtsbarkeit und übte beide bis 1798 aus.
Kirchlich war Willisdorf stets Teil von Basadingen, mit Ausnahme des Kundelfingerhofs, dessen reformierte Bewohner nach Schlatt kirchgenössig waren, während die katholischen Bewohner dem Kloster Paradies unterstanden. Die Kapelle St. Sebastian wurde wohl im 12./13. Jahrhundert errichtet und 1966 bis 1971 renoviert.
Die Einwohner betrieben Acker-, Wiesen- und Obstbau. Die 1263 erwähnte Mühle in Kundelfingen bestand bis 1910, die ebenfalls 1263 erwähnte Mühle in Willisdorf wird seit 1857 von der Familie Bachmann betrieben und wurde 1948 elektrifiziert, die 1279 erwähnte Rottmühle brannte 1891 ab. Neben Betrieben zur Lackherstellung und einer Firma für Präzisionswerkzeuge existiert seit 1910 eine Fischzucht.
→ siehe auch Artikel Kloster St. Katharinental

## Bevölkerung
| Jahr         | 1831  | 1850  | 1880  | 1900  | 1950  | 1990  | 2000  | 2010  | 2018  |
| Ortsgemeinde | 59    | 180   | 557   | 475   | 528   | 343   |       |       |       |
| Ortschaft    |       |       |       |       |       |       | 100   | 116   | 136   |
| Quelle       | [ 3 ] | [ 3 ] | [ 3 ] | [ 3 ] | [ 3 ] | [ 3 ] | [ 4 ] | [ 5 ] | [ 2 ] |

Von den insgesamt 136 Einwohnern der Ortschaft Willisdorf im Jahr 2018 waren 21 bzw. 15,4 % ausländische Staatsbürger. 67 (49,3 %) waren evangelisch-reformiert und 26 (19,1 %) römisch-katholisch.

## Persönlichkeiten
- Friedel Grieder (1890–1980), Schweizer Bildhauerin, verstarb in Willisdorf

## Sehenswürdigkeiten

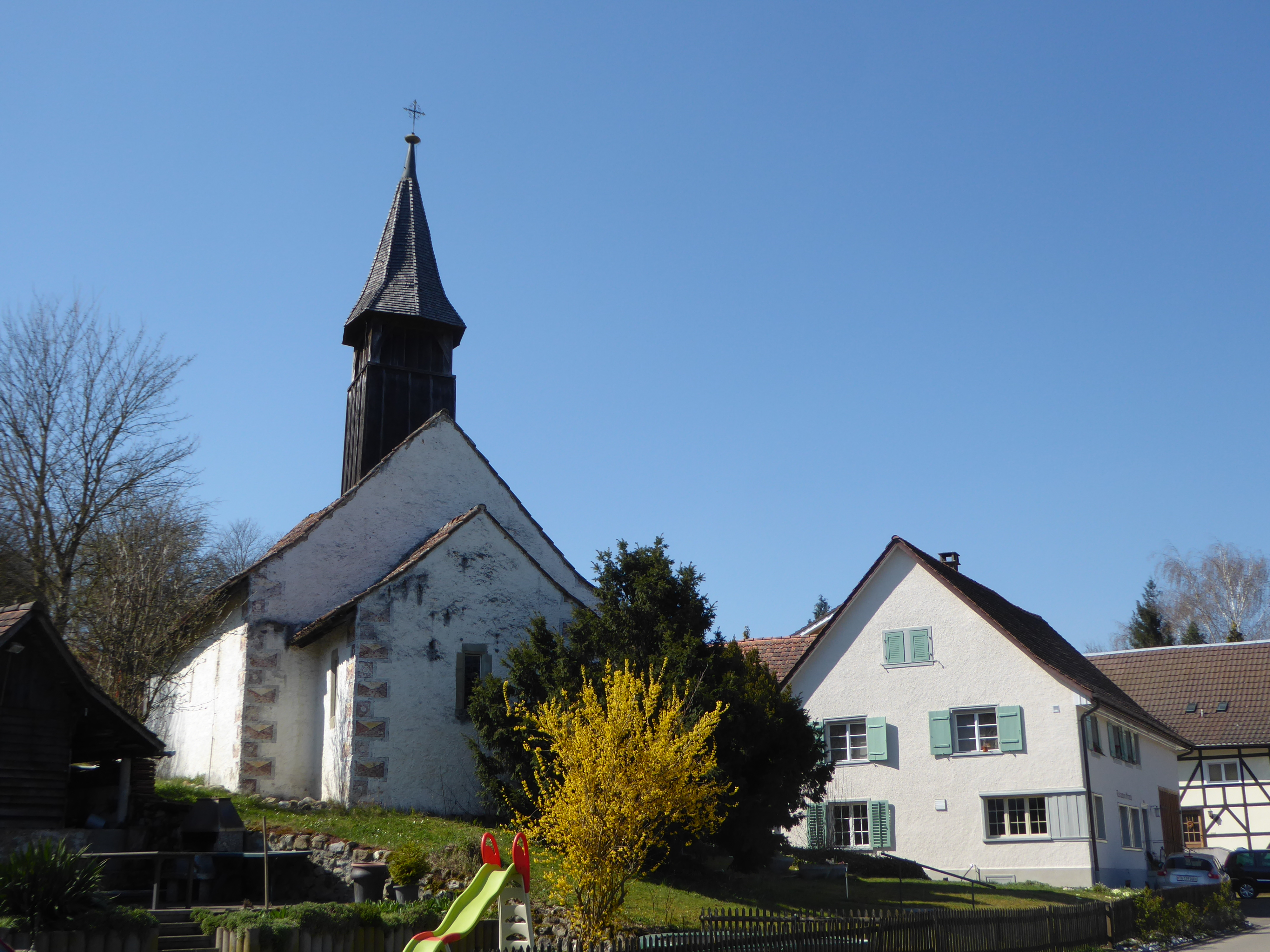
Kapelle St. Sebastian

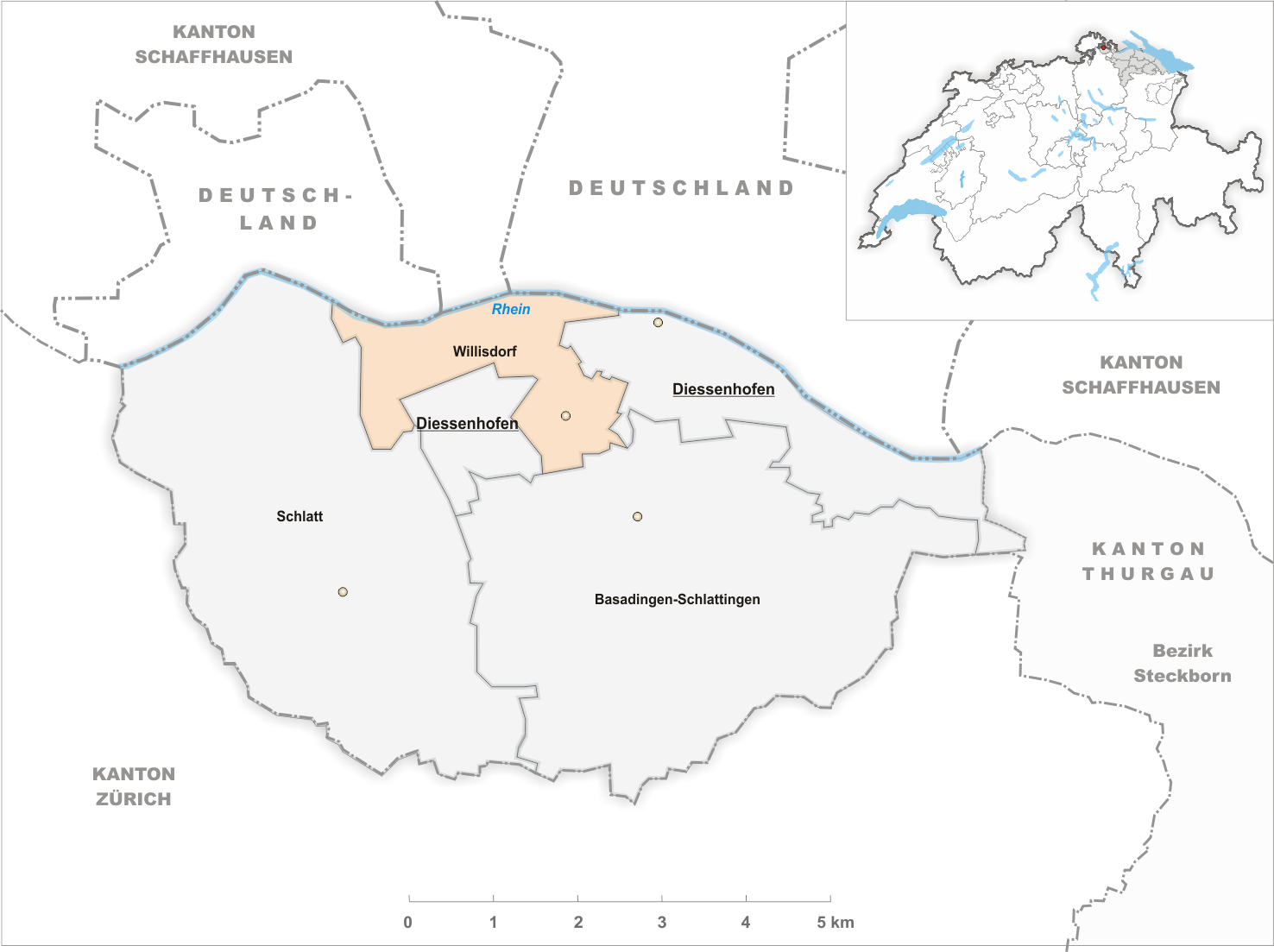
Gemeindestand vor der Fusion im Jahr 2000

In der Liste der Kulturgüter in Diessenhofen sind das Kloster St. Katharinental mit der dazugehörenden Kornscheune und der sich darin befindlichen Volkskundlichen Sammlung, die katholische Kapelle St. Sebastian sowie die Mühle Bachmann aufgeführt.